# Мауле
Река Мауле или Río Maule што на језику народа Мапуче значи - ”магловита река” је једна од најважнијих река Чилеа, дугачка је 240 км. и њен слив обухвата око 20.600 км². Тридесет посто слива налази се у Андима. Извире у Laguna del Maule  у региону Мауле, провинција Талка, на надморској висини од 2.200 м. у близини Аргетинске границе. Од извора река тече западно и убрзо јој се придружују мање реке, а једна од главних је, Меладо. Пре уласка у Чилеанску централну долину близу града Колбун на реци је подигнута брана, створено је вештачко језеро и изграђена хидроелектрана. Река се улива у Тихи океан код града Конститусјон.